# Magnus Crusius

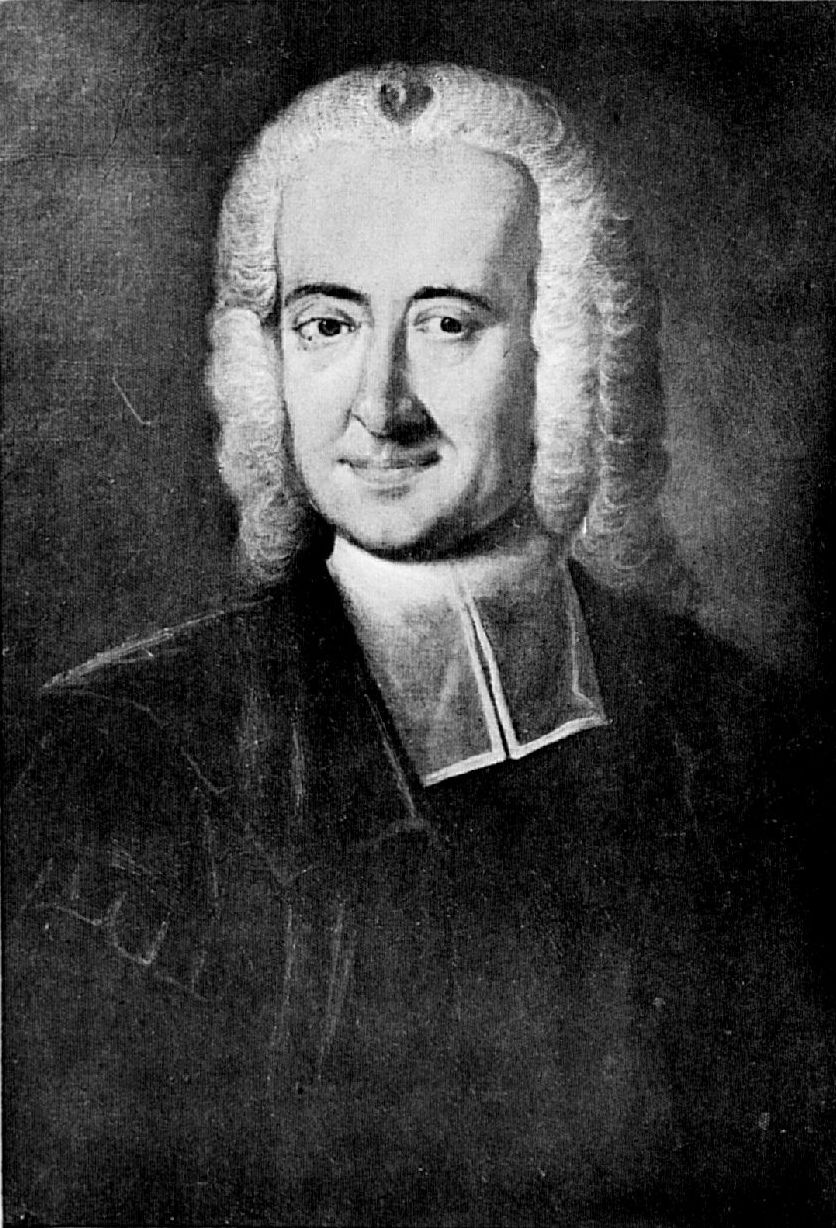
Magnus Crusius. Ölgemälde von Friedrich Reibenstein

Magnus Crusius (* 10. Januar 1697 in Schleswig; † 6. Januar 1751 in Harburg, heute Hamburg-Harburg) war ein deutscher evangelischer Theologe.

## Leben
Crusius studierte Theologie in Kiel, teilweise als Stipendiat der Schaß-Stiftung. Nach dem Studium arbeitete er als Hauslehrer beim Lübecker Bürgermeister Heinrich von Brömbsen und als Aufseher in der Bibliothek seines Verwandten Magnus von Wedderkop in Hamburg. Nach einer kurzen Zeit in Kopenhagen ging er 1723 als Legationsprediger mit dem holsteinischen Gesandten Gottfried von Wedderkop (1693–1741) nach Paris. 1728 ging er erneut nach Paris, diesmal als Begleiter des Gesandten Christian Thomesen Sehested und unternahm von Paris aus eine Forschungsreise nach London und Oxford. In den folgenden Jahren lebte er als Prediger in seiner Heimat Schleswig-Holstein (in Bramstedt und Rendsburg). 1735 erhielt er einen Ruf der neu gegründeten Universität Göttingen auf die zweite Professur für Theologie, den er annahm. Hier lehrte und forschte Crusius zwölf Jahre lang, ehe er als Generalsuperintendent der Generaldiözese Harburg, Consistorialrat und Hauptprediger nach Harburg kam. Hier starb er am 6. Januar 1751 kurz vor Vollendung seines 54. Lebensjahres.